# خانه انصاری (ارومیه)
خانه انصاری از خانه‌های قدیمی ارومیه است که بنای آن با توجه به فرم بنا و کتیبه‌های موجود در کاشی‌های تزئینی خانه بین سالهای ۱۲۸۰ تا ۱۲۸۵ احداث شده است که قدمت آن به اواخر دوره قاجار برمی‌گردد. این خانه در ابتدا متعلق به آقابابا جعفری دیلمقانی بود که پس از مرگش به دختر بزرگش بدرالملوک جعفری دیلمقانی که همسر سیف‌الله‌خان انصاری بود رسید که به همین علت به خانه انصاری شهرت یافته است.اولین مدرسه دخترانه ارومیه در قسمتی از این خانه توسط مرحوم جعفری احداث شده بود و بیشتر بانوان قدیم ارومیه تحصیل کرده این مدرسه بوده اند  این خانه در میدان امام حسین (معروف به میدان گول اوسته ((بالای برکه))، امتداد خیابان مدنی ۲ قرار دارد. مصالح به کار رفته در این بنا از سنگ و آجر، خشت و چینه، سقف پوشش چوبی و اندود گچ و تخته پوش می‌باشد. پشت بام را با اندود کاه و گل عایق کاری کرده‌. ورودی بنا از جبهه شمالی به حیاط چهارگوش است.
این